# Yoon Shi-yoon
Yoon Shi-yoon  (hangul: 윤시윤; nascido em 26 de setembro de 1986) é um ator sul-coreano. Mais conhecido pelos seus papéis em King of Baking, Kim Takgu e Flower Boys Next Door.

## Filmografia

### Dramas
| Ano       | Título                                                     | Personagem                     | Rede  |
| --------- | ---------------------------------------------------------- | ------------------------------ | ----- |
| 2009      | High Kick Through the Roof                                 | Jung Joon-hyuk                 | MBC   |
| 2010      | King of Baking, Kim Takgu                                  | Kim Tak-gu                     | KBS2  |
| 2010      | Once Upon a Time in Saengchori                             | Park Shi-yoon (camafeu)        | tvN   |
| 2011      | Me Too, Flower!                                            | Seo Jae-hee                    | MBC   |
| 2011-2012 | High Kick: Revenge of the Short Legged                     | Yoon Shi-yoon (camafeu, ep 88) | MBC   |
| 2012      | Brand Guardians                                            | Ha Woo-joo (ep 1-13)           |       |
| 2013      | Flower Boys Next Door                                      | Enrique Geum                   | tvN   |
| 2013      | Happy noodle - 幸福的面条                                  | 秀灿 (Xiu Can)                 | ZJSTV |
| 2013-2014 | Prime Minister and I                                       | Kang In-ho                     | KBS2  |
| 2016      | Mirror of the Witch                                        | Heo Jun                        | JTBC  |
| 2016      | Ms. Temper & Nam Jung Gi                                   | Himself (ep. 16)               |       |
| 2017      | Three Color Fantasy - Romance Full of Life (Vivid Romance) | So In-Sung                     | MBC   |
| 2017      | The Best Hit (Hit the Top)                                 | Yoo Hyun-Jae                   | KBS2  |
| 2017      | Queen of the Ring                                          | Boy Friend wuth a ring (ep. 6) |       |
| 2017      | Smashing on Your Back                                      | Himself (ep. 44)               |       |
| 2018      | Grand Prince                                               | Lee Hwi, Prince Eun Sung       | KST   |
| 2018      | Your Honor                                                 | Han Kang Ho / Han Soo Ho       |       |
| 2019      | Psychopath Diary                                           | Yook Dong-sik                  | tvN   |
| 2019      | My Absolute Boyfriend                                      | Himself (ep. 2)                |       |
| 2019      | X-Garion                                                   | Unknown                        |       |
| 2020      | Train                                                      | Seo Do Won                     |       |

2019 - Psychopath Diary- Yoo Dong shik- tvN

### Filmes
| Ano  | Título                    | Personagem  |
| ---- | ------------------------- | ----------- |
| 2010 | Death Bell 2: Bloody Camp | Kwan-woo    |
| 2014 | Professional Mr. Baek     | Baek Se-jin |

| Ano  | Título             | Rede | Mais informações        |
| ---- | ------------------ | ---- | ----------------------- |
| 2010 | Strong Heart       | SBS  | Convidado (ep 35, 36)   |
| 2011 | Happy Together     | KBS2 | Convidado (ep 152)      |
| 2012 | Strong Heart       | SBS  | Convidado (ep 159, 160) |
| 2012 | Taxi Talk Show     | TVN  | Convidado (ep 270)      |
| 2013 | Gag Concert        | KBS2 | Convidado (ep 686)      |
| 2013 | Barefooted Friends | SBS  | Elenco principal        |
| 2013 | Happy Together     | KBS2 | Convidado (ep 328)      |

### MC
| Ano  | Programa         | Rede |
| ---- | ---------------- | ---- |
| 2013 | KBS Gayo Daejoon | KBS  |

## Discografia

### Trilha sonora
| Ano  | Título                               | Caminho                                  |
| ---- | ------------------------------------ | ---------------------------------------- |
| 2009 | High Kick Through The Roof OST       | " The Road To Me"                        |
| 2010 | King of Baking, Kim Takgu OST        | "Only You"                               |
| 2013 | Flower Boys Next Door OST            | "I want to date you"                     |
| 2013 | Barefooted Friends My song, My story | "Grandpa's bicycle" (com Juniel e Tablo) |

### O vídeo da música
| Ano  | Caminho         | Artista        |
| ---- | --------------- | -------------- |
| 2009 | "Lonely Voyage" | Kim Dong-ryool |
| 2010 | "I Promise You" | Park Hyo-shin  |

## Publicidade
- Nii (2010)
- TI for Men Suits (2010)
- Vogue (2010)
- Dunkin' Donuts como Yoon Seung-ah (2010)
- KT Tech sobre Bubi Bubi com T-ara (2010)
- LG Household and Health Care (2010)
- Elastin (2010)
- Omphalos (2011)
- InStyle com Park Shin-hye (2013)
- Men's Health (2013)
- CeCi com Park Shin-hye (2013)
- Vogue (2013)
- Harper's Bazaar (2013)
- Allure (2014)

## Prêmios e indicações
| Ano  | Prêmio                                       | Categoria                                | Trabalho nomenado          | Resultado |
| ---- | -------------------------------------------- | ---------------------------------------- | -------------------------- | --------- |
| 2009 | MBC Entertainment Awards                     | Prêmio de Melhor Casal com Shin Se-kyung | High Kick Through the Roof | Venceu    |
| 2009 | 46th Baeksang Arts Awards                    | Melhor novo ator de televisão            | High Kick Through the Roof | Indicado  |
| 2010 | KBS Drama Awards                             | Prêmio de Melhor Casal com Lee Young-ah  | King of Baking, Kim Takgu  | Venceu    |
| 2010 | KBS Drama Awards                             | Prêmio de Popularidade, Ator             | King of Baking, Kim Takgu  | Indicado  |
| 2010 | KBS Drama Awards                             | Melhor novo ator                         | King of Baking, Kim Takgu  | Indicado  |
| 2010 | KBS Drama Awards                             | Excellence Award, Actor in a Miniseries  | King of Baking, Kim Takgu  | Venceu    |
| 2010 | 47th Baeksang Arts Awards                    | Melhor ator de televisão                 | King of Baking, Kim Takgu  | Indicado  |
| 2010 | Korean Drama Festival                        | Melhor novo ator                         | King of Baking, Kim Takgu  | Venceu    |
| 2010 | 18th Korean Culture and Entertainment Awards | Prêmio de Popularidade, Ator             | King of Baking, Kim Takgu  | Venceu    |
| 2010 | 3rd Korean Drama Award                       | Rookie Masculino do Ano                  | King of Baking, Kim Takgu  | Venceu    |
| 2012 | CETV's Acting Award                          | Top Ten Asian Star Award                 |                            | Venceu    |